# Rue Émile-Zola (Alfortville)
Pour les articles homonymes, voir Rue Émile-Zola.
La rue Émile Zola est une voie de communication d'Alfortville, dans le Val-de-Marne. Elle suit le tracé de la route départementale 148.

## Situation et accès
La rue Émile Zola est desservie par la gare de Maisons-Alfort - Alfortville. Commençant son trajet à la Seine, au croisement du quai Blanqui et du quai Jean-Baptiste-Clément, elle rencontre la rue Paul-Vaillant-Couturier (anciennement rue de Villeneuve) et se termine au pont qui franchit la ligne de Paris-Lyon à Marseille-Saint-Charles à la limite de Maisons-Alfort.

## Origine du nom

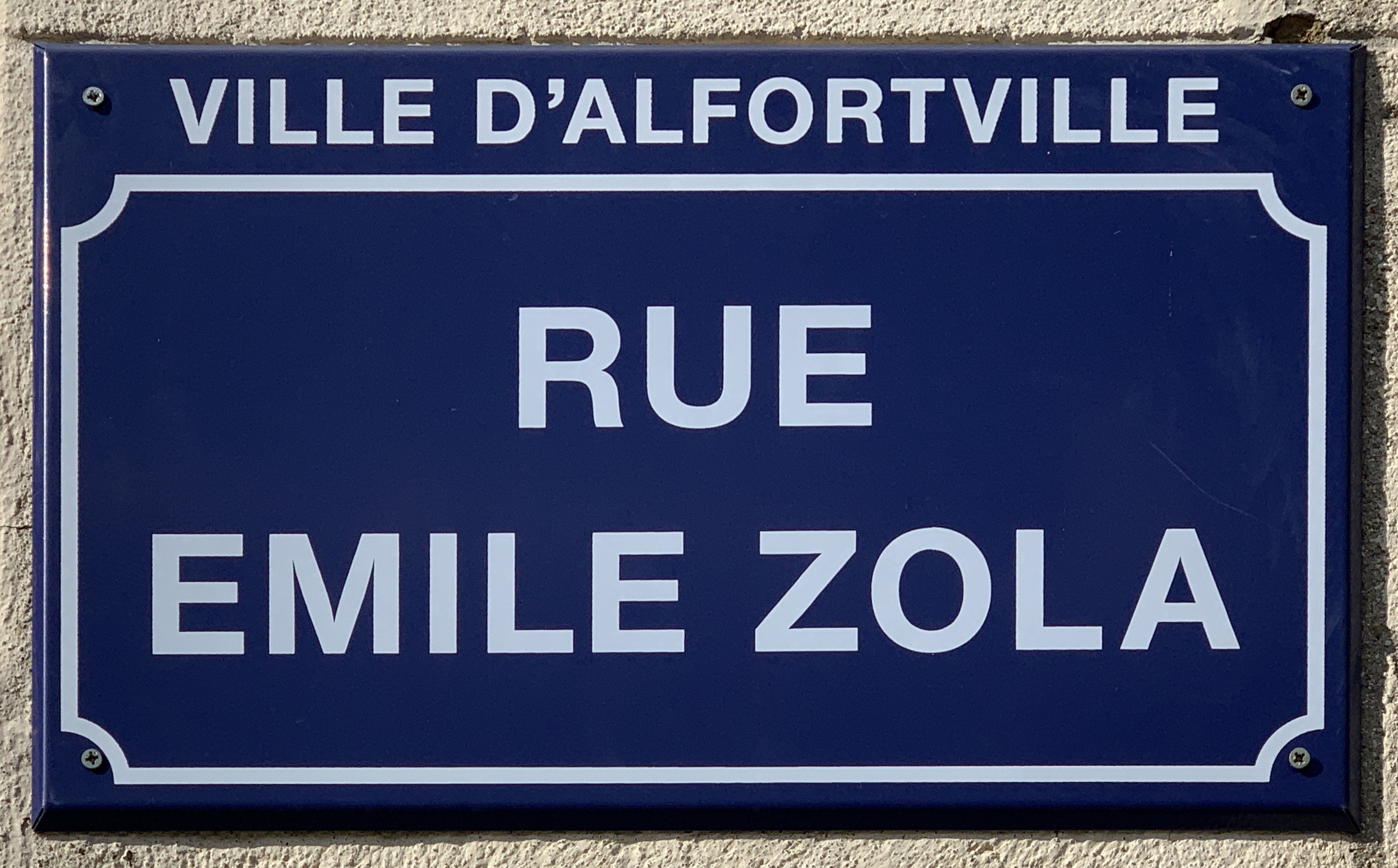
Plaque Rue Émile Zola - Alfortville

Cette rue était autrefois appelée chemin des Îles,. Elle porte aujourd'hui le nom de l'écrivain français Émile Zola, né à Paris le 2 avril 1840 et décédé à Paris le 29 septembre 1902.

## Historique
L'importance de cette voie de communication se manifeste à partir de 1863, avec la construction du barrage éclusé de Port-à-l'Anglais, et en 1912, du pont du Port-à-l'Anglais.
Elle subit un réaménagement à partir de 2003.

## Bâtiments remarquables et lieux de mémoire

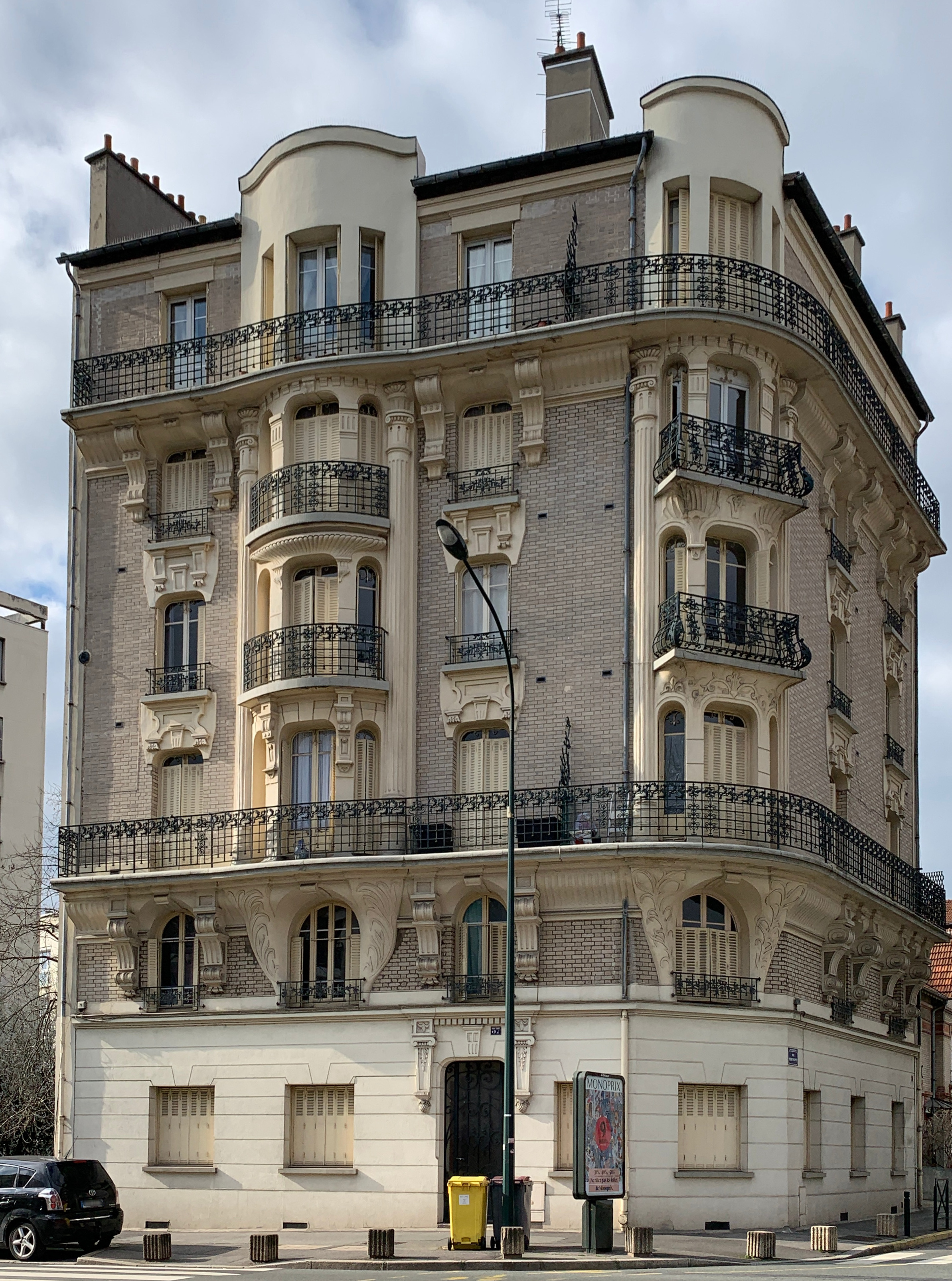
Immeuble au 37, rue Émile Zola.

Cette rue présente encore des immeubles datant du début du XXe siècle comme au no 37 et au no 39.